# Jacob von Melle

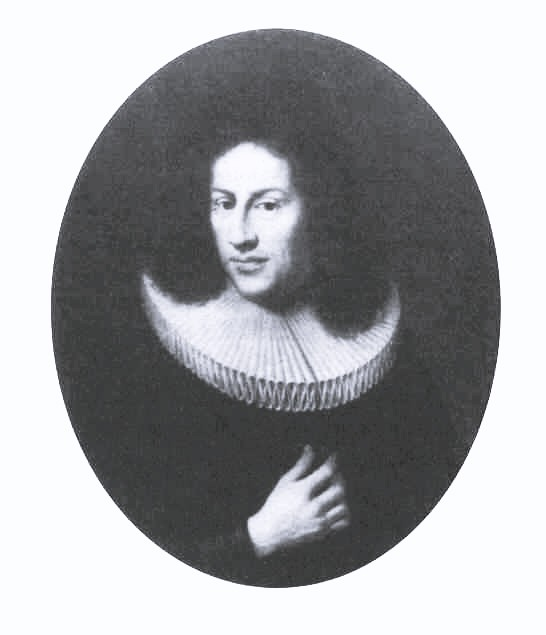
Jacob von Melle in jüngeren Jahren

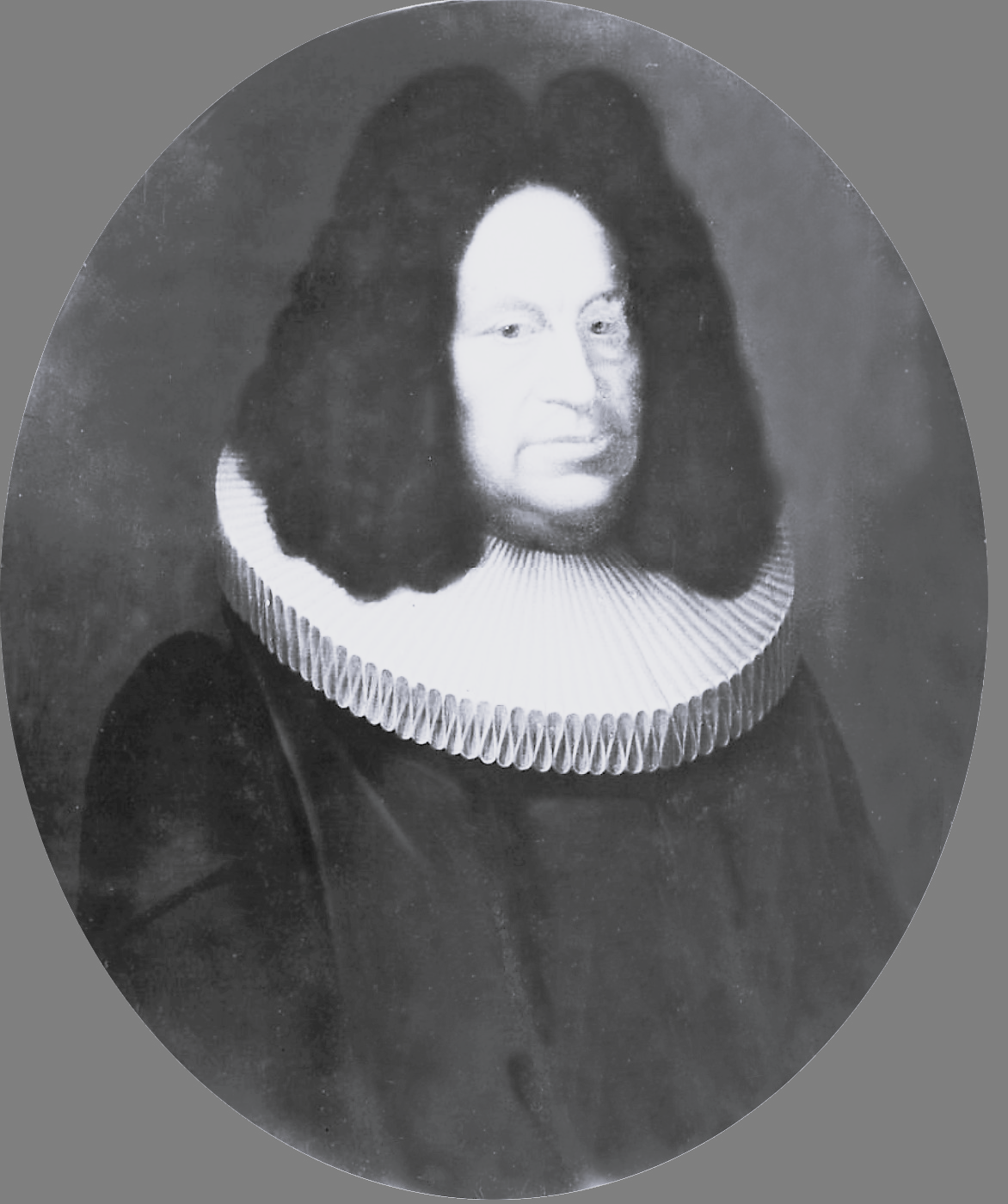
Jacob von Melle um 1743. Porträt an seinem Epitaph in der Marienkirche zu Lübeck (1942 zerstört) Gemälde von Jürgen Matthias von der Hude

Jacob von Melle (* 17. Juni 1659 in Lübeck; † 13. Juni 1743 ebenda) war ein deutscher lutherischer Theologe, Universalgelehrter und Autor.

## Familie
Jacob von Melle wurde als Sohn des Eisenkrämers Gerhard (Gerdt) von Melle und seiner zweiten Frau Anna Maria, Tochter des Marienpastors Jacob Stolterfoht, in der Hansestadt Lübeck geboren.
Die Familie stammte vermutlich ursprünglich aus Melle. Im 14. und 15. Jahrhundert gehörten Mitglieder der Familie von Melle, die durchweg die Vornamen Hermann und Johannes führten, dem Rate der Stadt Osnabrück an, in dem sie von 1360 bis 1447 das jährlich neu besetzte Amt des Bürgermeisters 21-mal bekleideten. Später lebten Mitglieder der Familie in Quakenbrück, wo ein Johannes von Melle 1563 Senior der Kollegialkirche war.
Der Großvater Johannes von Melle war 1583 in Quakenbrück geboren und war Kaufmann wie der Vater Gerhard von Melle, der 1629 nach Lübeck zugewandert ist.

## Leben
Jacobs Eltern zogen in seiner frühen Kindheit 1660 nach Kappeln und gaben ihn in die Obhut seines Onkels Bernhard Krechting, der Hauptpastor an St. Marien war.
Nach einem schon im Alter von 15 Jahren begonnenen Studium in Kiel, Jena (dort erhielt er 1680 den Magistergrad) und Rostock bereitete er sich in Lübeck auf das Pfarramt vor. 1683 ging er mit seinem Kommilitonen, dem Juristen Christian Heinrich Postel, auf eine sechsmonatige Studienreise durch die Niederlande, England und Frankreich. Sein Reisetagebuch, später im Druck veröffentlicht, demonstriert seine vielseitigen Interessen, besonders für ausländische Universitäten und Bibliotheken.
Ab 1684 wirkte er als Pastor an der Marienkirche, zunächst als Prediger, dann ab 1706 als Nachfolger von Balthasar Gerhard Hanneken als Hauptpastor. 1719 wurde er zum Senior des Geistlichen Ministeriums in Lübeck gewählt. Beide Ämter behielt er bis zu seinem Tode 1743. Sein Nachfolger als Hauptpastor wurde Bernhard Heinrich von der Hude (1681–1750); Senior wurde Balthasar Gerhard Hanneken.

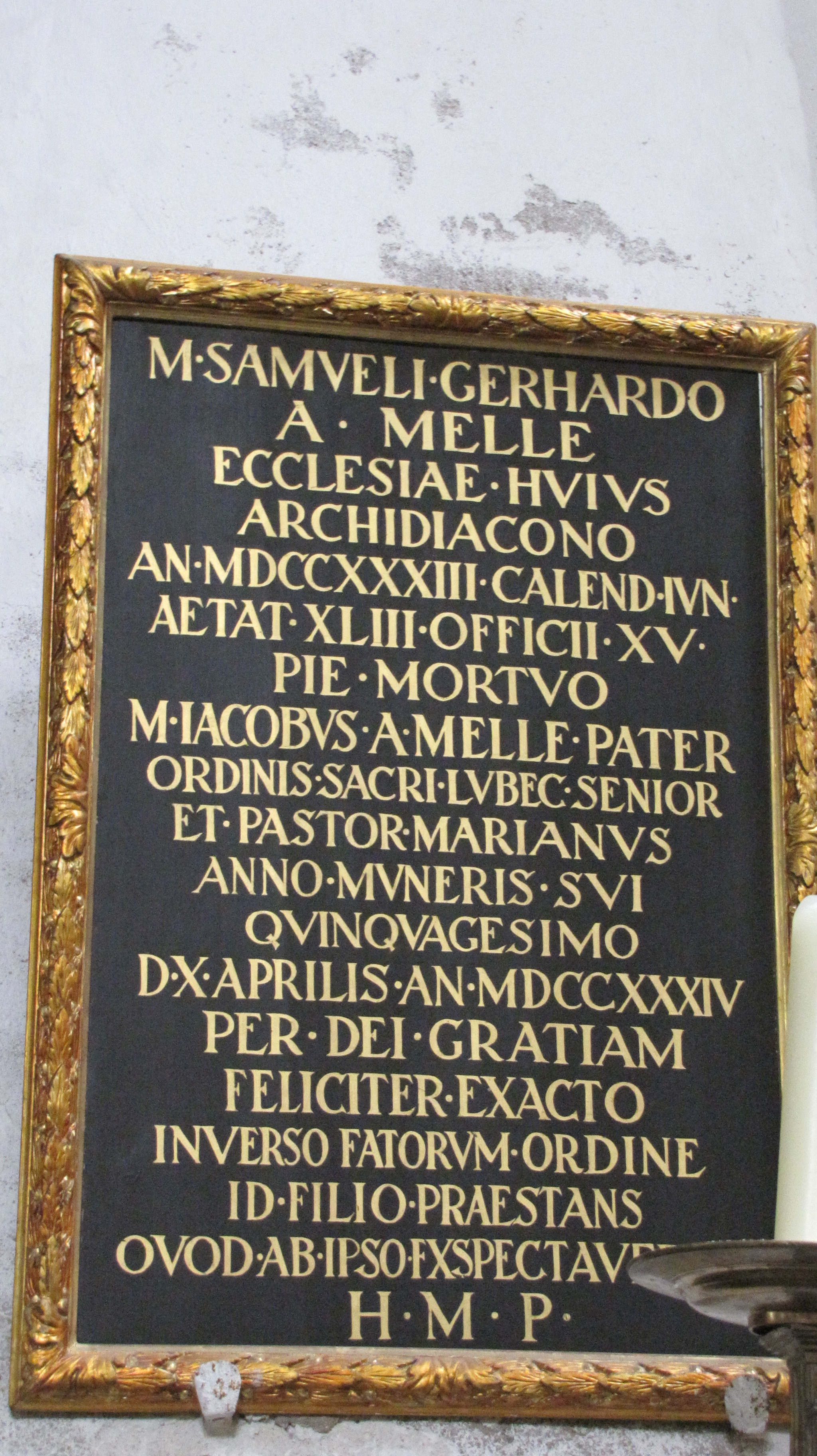
Gedenktafel Jacob von Melles für seinen 1733 verstorbenen Sohn in St. Aegidien

Im Jahr 1685 heiratete von Melle die Tochter des Lübecker Superintendenten Samuel Pomarius, Dorothea (1664–1731); aus der Ehe gingen vier Söhne und fünf Töchter hervor. Sein Sohn Samuel Gerhard (1690–1733) wurde Prediger an St. Ägidien; Franz Jacob (1696–1770) wurde Stadtphysikus in Lübeck.

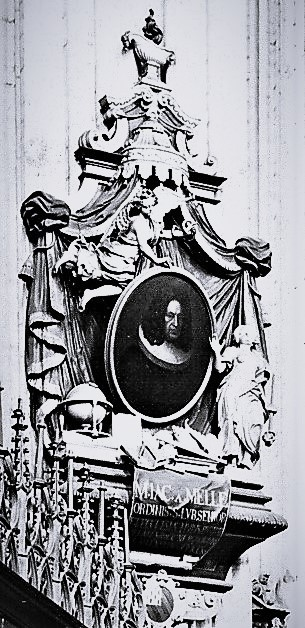
Epitaph in St. Marien (1942 zerstört)

Jacob von Melle hatte bereits 1707 für sich und seine Familie eine Grabkapelle in der Burgkirche (Maria-Magdalenen-Kirche (Lübeck)) erworben, in der er auch beigesetzt wurde. In der Marienkirche erinnerte ein 1942 zerstörtes Epitaph im nördlichen Chorumgang, an der Ostseite des dritten nördlichen Chorpfeilers, an ihn. Es wird beschrieben als ein „hölzernes Denkmal von mäßiger Größe“. Vor einer mit einem purpurfarbigen Wappenmantel behangenen stelenartigen Rückwand war das von Jürgen Matthias von der Hude gemalte Brustbild angebracht, über welchem ein Engel mit dem Sinnbild der Ewigkeit schwebte, während daneben eine trauernde weibliche Figur mit gesenkter Fackel stand. Auf der Basis waren Embleme der Wissenschaft aufgebaut, darunter ein Globus, die die gelehrte Tätigkeit von Melles symbolisierten. Eine herabhängende geöffnete Schriftrolle war mit Namen und Todesdatum versehen. Den unteren Abschluss bildete sein Wappen.
Der Begründer des Lübecker Weinhandelshauses H.F. von Melle, der Pädagoge und Bibliothekar Johann Hermann von Melle sowie der Hamburger Bürgermeister Werner von Melle (1853–1937) sind Nachkommen von Jacob von Melle.

## Werk
Schon als Student in Jena gab von Melle Untersuchungen zur Geschichte Lübecks heraus. Während seiner Amtszeit an St. Marien widmete er sich zugleich mit Leidenschaft und umfassend der Geschichte seiner Vaterstadt. Er verfasste ein erstes Standardwerk zur Geschichte Lübecks, die Gründliche Nachricht von der Kayserlichen, Freyen und des H. Römis. Reichs Stadt Lübeck (1713, zweite erweiterte Auflage 1742). Daneben widmete er sich Studien zur Paläontologie, Genealogie, Heraldik und Numismatik sowie der Herausgabe des ersten Wörterbuches der mittelniederdeutschen Sprache. Zahlreiche natur- und volkskundliche Objekte trug er in einem einer Wunderkammer ähnlichen Museum zusammen, für das er einen handschriftlichen Katalog anfertigte.
Ihm ist die Überlieferung vieler heute verlorener Quellen zu verdanken. Melles Lubeca Religiosa, eine handschriftliche Vorfassung seiner Ausführliche[n] Beschreibung der Stadt Lübeck, ist heute eine erstrangige Quelle für Denkmäler und Inschriften in den Lübecker Kirchen. Nach jahrzehntelanger kriegsbedingter Auslagerung und Verschleppung in die Sowjetunion kam das Unikat 1997 aus Georgien zurück nach Lübeck. So verzeichnet es die niederdeutschen Verse des Totentanzes von Bernt Notke in der Marienkirche, bevor dieser 1701 durch eine Kopie mit hochdeutschen Versen ersetzt wurde.

## Schriften (Auswahl)
- Historia (antiqua, media et recentior) Lubecensis. Präses: Caspar Sagittarius, Jena 1677–1679
 Digitalisat des Exemplars der Stadtbibliothek (Lübeck) mit ausführlichen handschriftlichen Ergänzungen von Melles, Abschrift mit vielen handschriftlichen Nachträgen und Bemerkungen von der Hand des Cantors Johann Hermann Schnobel
- Historia Urnae Sepvlcralis Sarmaticae Anno MDCLXXIV Repertae. Jena 1679.
 Digitalisat des Exemplars der Herzog August Bibliothek, Wolfenbüttel
- Beschreibung einer Reise … nach den Niederlanden und England im Jahre 1683 von Jacob von Melle und Christian Heinrich Postel, hrsg. Carl Curtius, Schulprogramm des Katharineums. Lübeck 1891; archive.org, Digitalisat des Exemplars der Harvard University Library
- Notitia maiorum,  Jacob von Melle (Leipzig 1707) in deutscher Übersetzung. In: Lübecker Beiträge zur Familien- und Wappenkunde des Arbeitskreises für Familienforschung e. V. Lübeck, Heft 17/18, Oktober 1981
- Nova literaria Maris Balthici & Septentrionis: Collecta Lubecæ, MDCCVIII. Lübeck und Leipzig 1708
 Digitalisat des Exemplars der Herzog August Bibliothek
- Gründliche Nachricht von der Kayserlichen, Freyen und des H. Römis. Reichs Stadt Lübeck 1713, zweite erweiterte Auflage 1742, 3. Auflage 1787 hrsg. von Johann Hermann Schnobel.
 Digitalisat der 1. Auflage, Exemplar der Sächsischen Landesbibliothek – Staats- und Universitätsbibliothek Dresden
 urn:nbn:de:bvb:12-bsb10020458-8, Digitalisat der 3. Auflage, Exemplar der Bayerischen Staatsbibliothek
- Die Westphalen in Lübeck. Heberle, Köln [u. a.] 1855; urn:nbn:de:hbz:061:1-71931, Digitalisierte Ausgabe der Universitäts- und Landesbibliothek Düsseldorf

### Handschriften
- Ausführliche Beschreibung der Kayserlichen, freyen, und des Hl. Römischen Reichs Stadt Lübeck aus bewährten Scribenten, unverwerflichen Urkunden und vieljähriger Erfahrung zusammengebracht. [nach 1701]
 Stadtbibliothek Lübeck, Ms Lub 2° 83, Digitalisat
 Stadtbibliothek Lübeck, Ms Lub 2° 85, Digitalisat
 Stadtbibliothek Lübeck, Ms Lub 2° 86 Digitalisat
 Der Ausführlichen Beschreibung der Stadt Lübeck Zweijter Theil.,  Stadtbibliothek Lübeck, Ms. Lub. 2° 87 Digitalisat
- Spolium Libitinae Ereptum seu Familiarum Lubecensium clariorum Syntagma Stadtbibliothek Lübeck
- Catalogus eorum quae museo nostro continentur Ms. Lub. 8° 687 , Stadtbibliothek Lübeck
- Lubeca Litterata. Ms. Lub. 2° 372, Stadtbibliothek Lübeck